# The Magic Circle
The Magic Circle è un'organizzazione britannica dedicata a promuovere e far progredire l'arte della magia.

## Storia
Insieme ad altri 22 maghi, il mago inglese David Devant fondò The Magic Circle in un ristorante di Londra nel 1905 e divenne il suo primo presidente. Fino al 1991, l'adesione era riservata esclusivamente ai membri maschi fino a quando, in una votazione, il 75% dei membri aveva votato a favore dell'adesione femminile.
Ogni mese dal 1906, viene pubblicato The Magic Circular, che è una delle riviste di club più antiche del mondo.

## Sede dell'associazione
Dal 1998, il club ha un proprio edificio nel centro di Londra, vicino alla stazione della metropolitana di Euston. L'edificio ospita diverse sale per funzioni, tra cui un teatro, un museo e sale per club e sale da pranzo. Oltre agli eventi legati al club, l'edificio è disponibile anche per eventi aziendali.

## Membri
Attualmente (2014), il club conta circa 1.500 membri, inclusi personaggi come Carlo III, David Copperfield, Siegfried & Roy e Paul Daniels.

## Attività
Dal 1961, l'associazione organizza il concorso annuale Young Magician of the Year, aperto ai maghi dai 10 ai 18 anni. I vincitori noti di questi eventi sono stati Johny Hart, Paul Kieve, Scott Penrose e Colin Rose.